# Höglandet
Höglandet est un quartier du district de Bromma à Stockholm en Suède.

## Description
Höglandet est un quartier de Västerort qui fait partie de la cité-jardin de Bromma.
Höglandet est le nom de la zone située entre Ålsten et Nockeby. 
Le quartier a été construit principalement dans les années 1920 et 1930. 
La zone d'Ålsten a commencé à être construite en 1923, la zone de Höglands en 1926 et Nockeby en 1930. 
La zone est devenue un quartier en 1932 et le nom a été nouvellement créé après Höglandstorget, qui en 1925 tire son nom de la topographie. 
Le plan d'urbanisme de la zone actuelle de Höglandet, qui comprenait Höglandstorget, a été adopté en 1925, tandis que le plan d'urbanisme, qui faisait référence à Lilla Nockebyhov dans le district de Höglandet, a été approuvé en décembre 1936.
Le quartier de Höglandet fait partie du quartier de Västerled. 
Höglandet a une superficie de 44 hectares.

## Transports
Höglandet est également l'un des arrêts du tramway Nockebybanan.

## Galerie

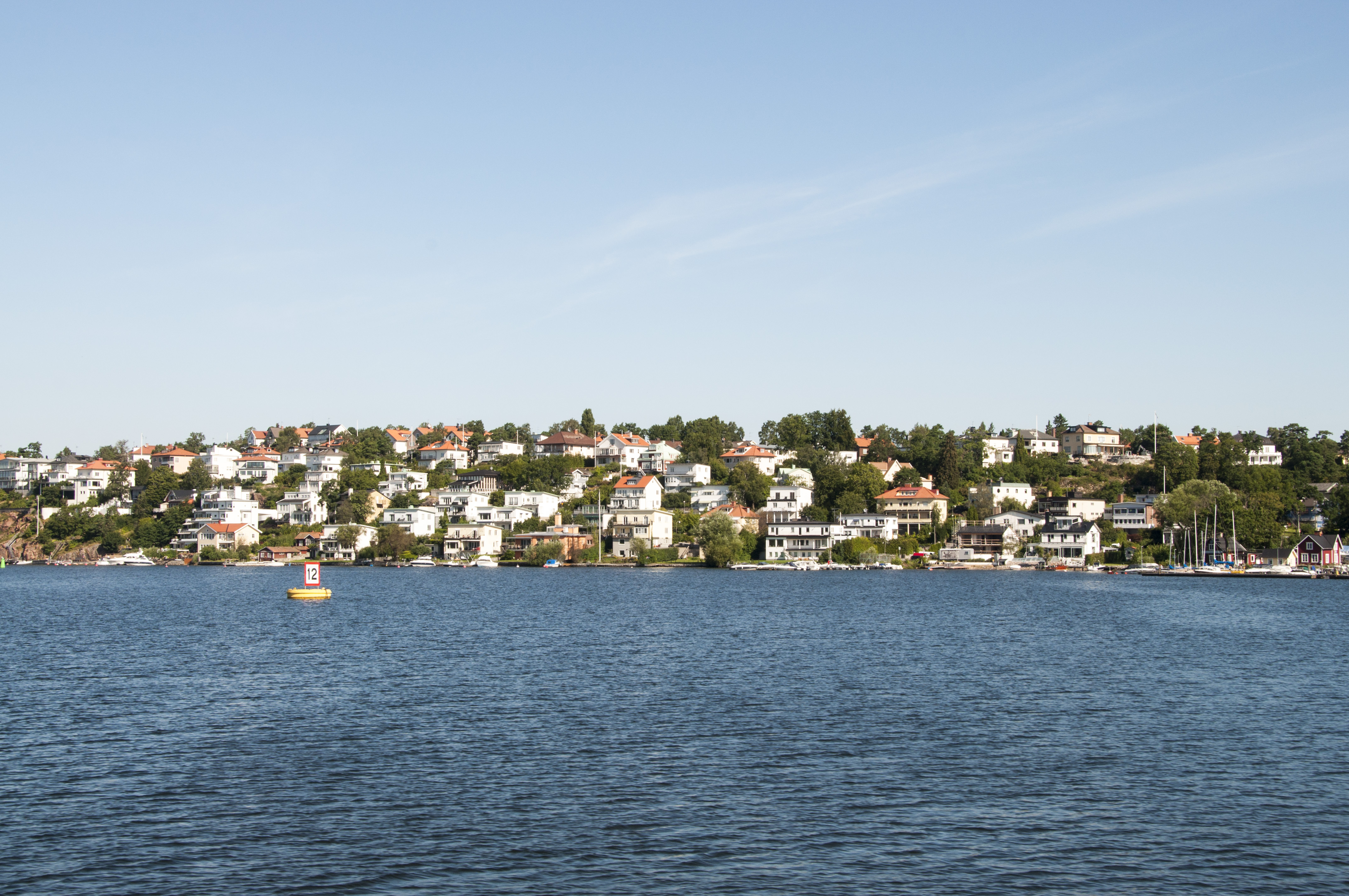
Höglandet du Mälaren.
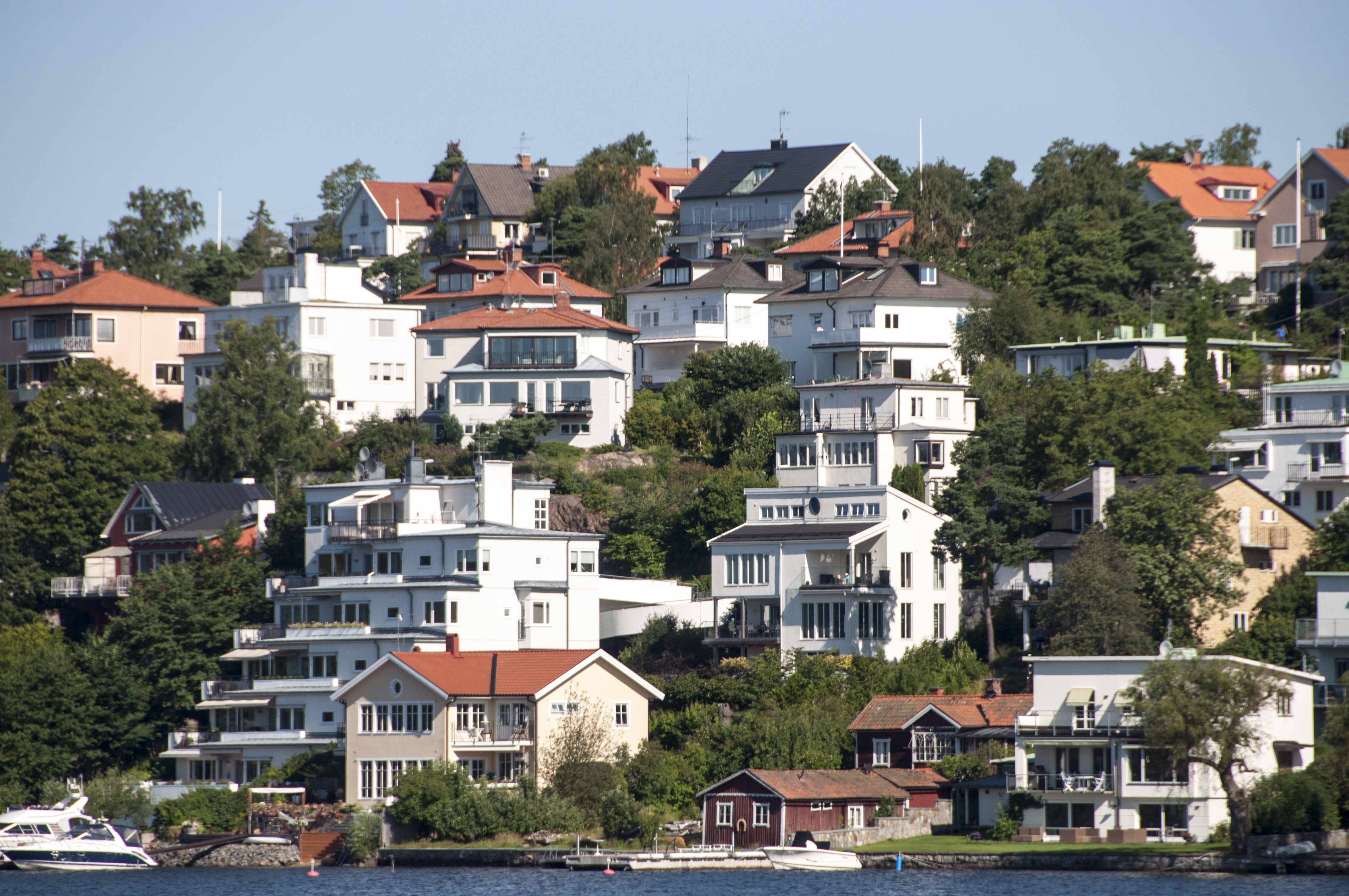
Höglandet du Mälaren.
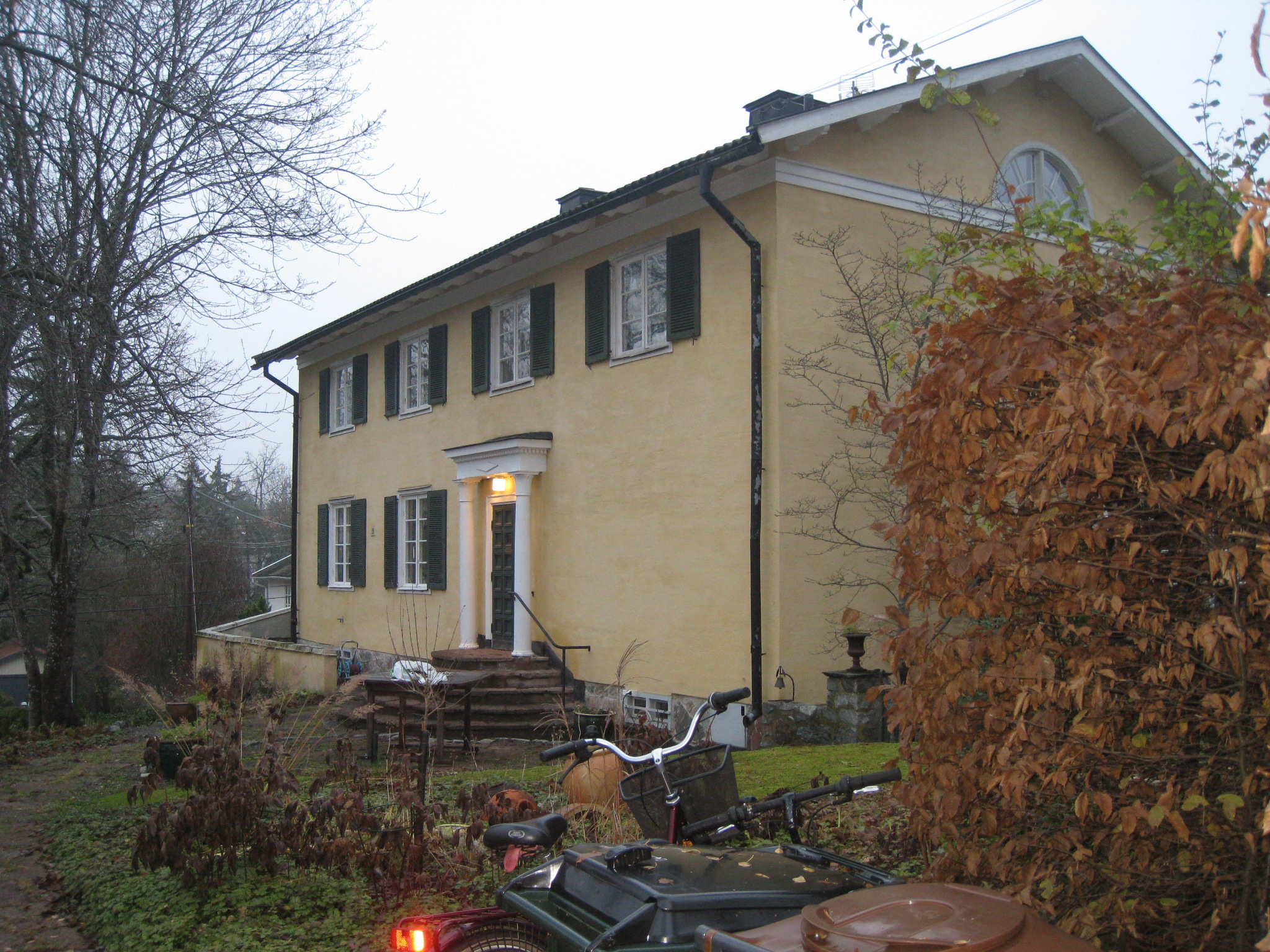
Vinghästvägen 11.
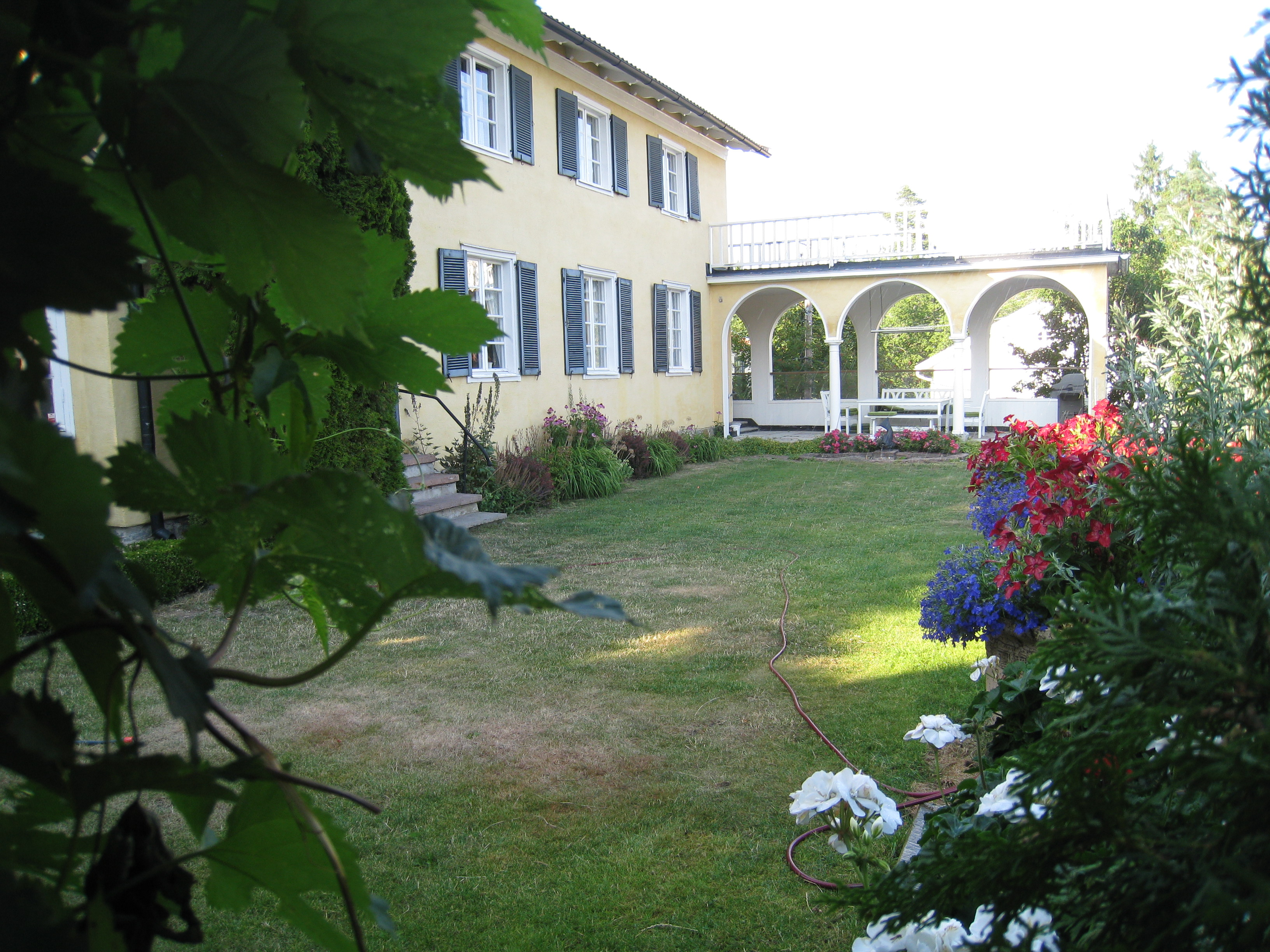
Vinghästvägen 11.

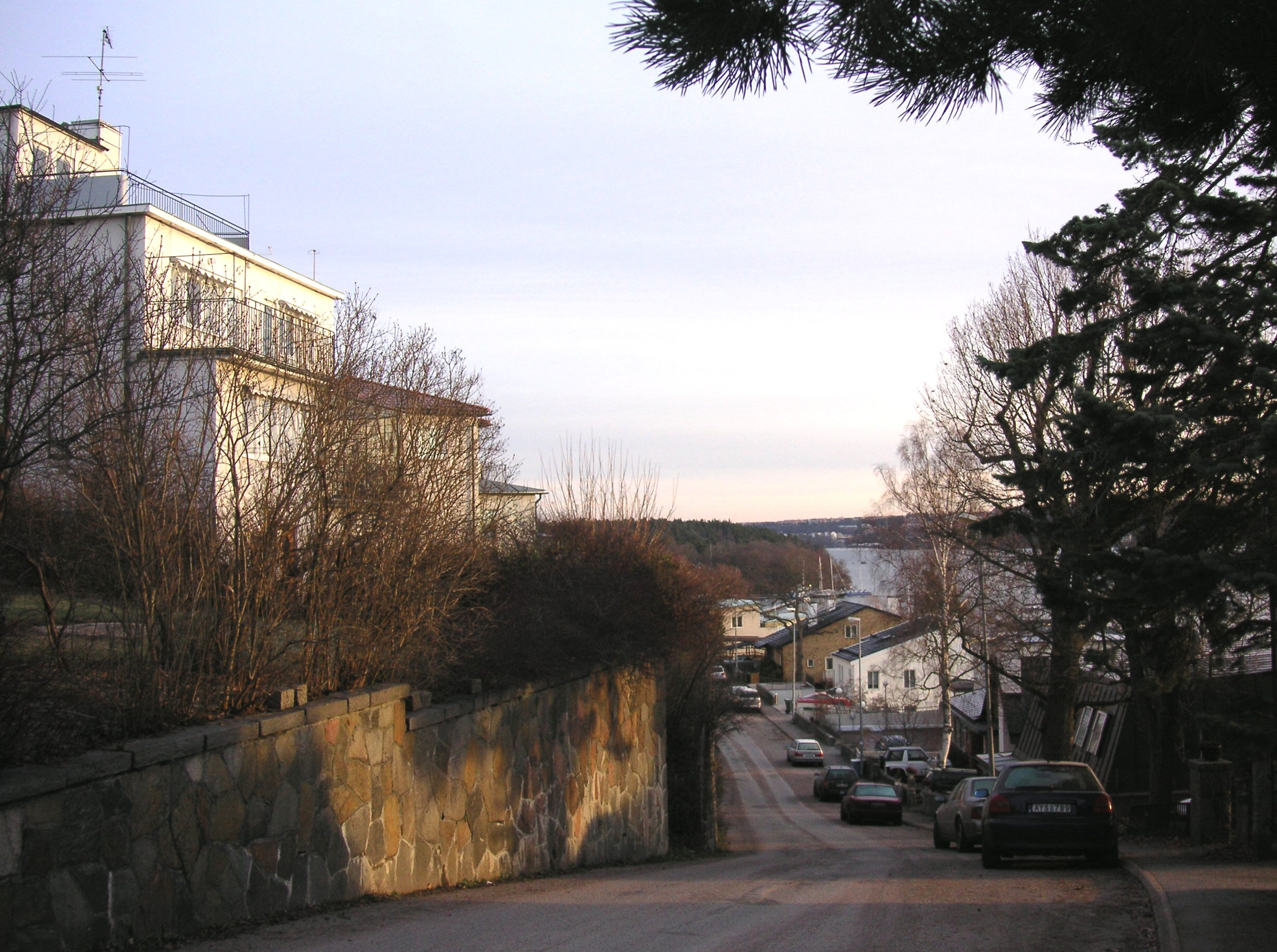
Grönviksvägen.
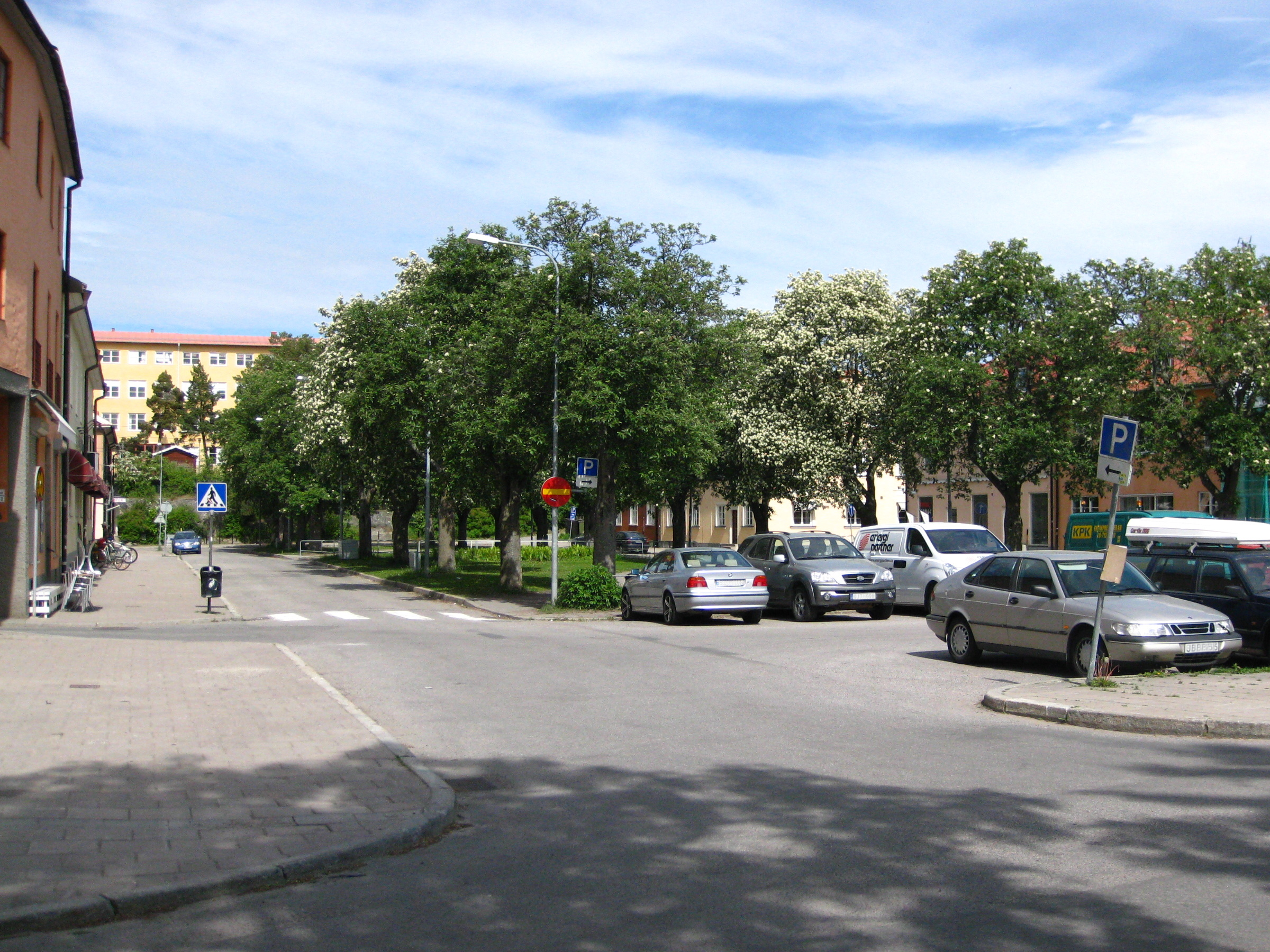
Höglandstorget.
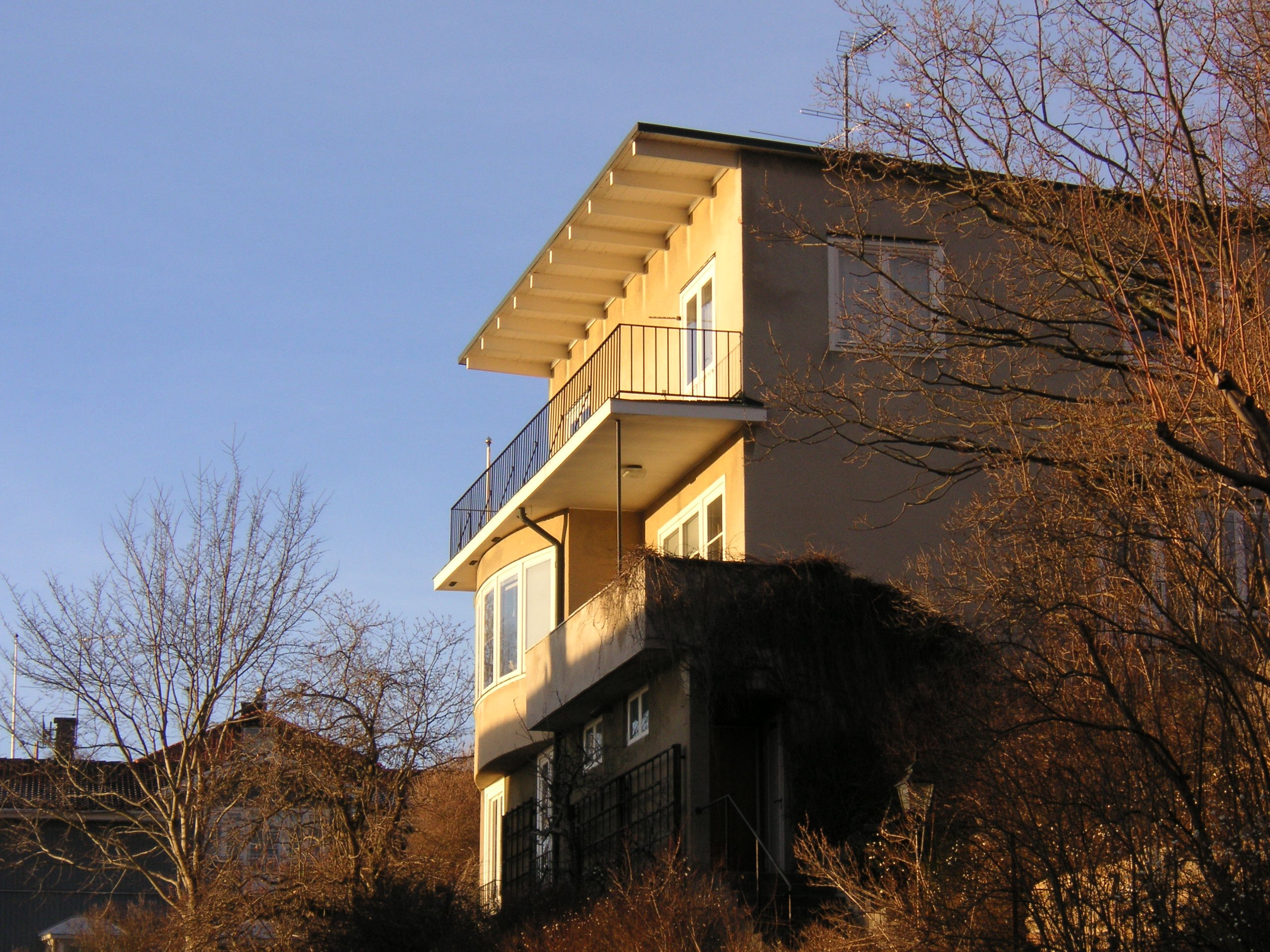
Villa de Grönviksvägen.
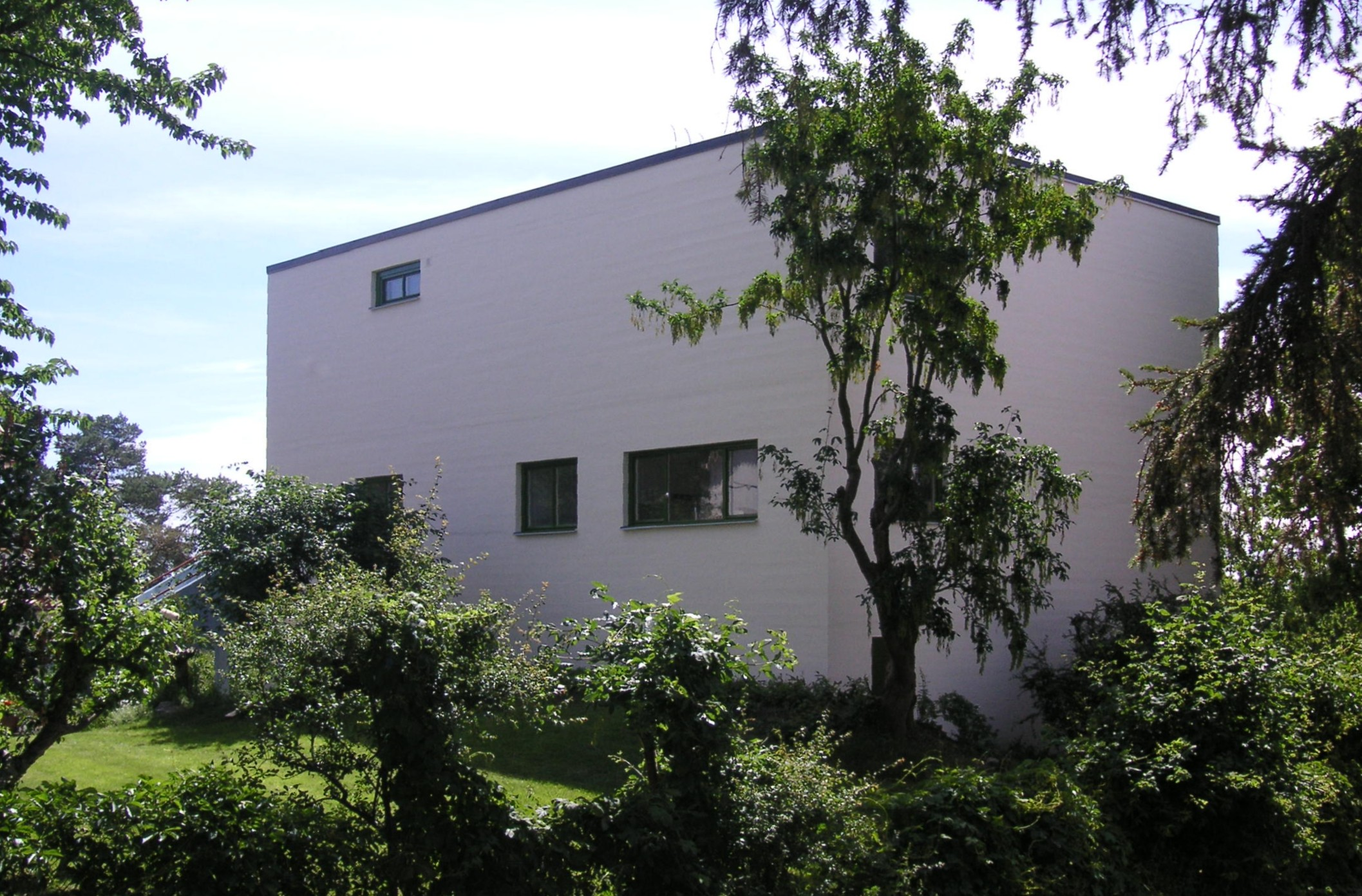
Villa Markelius.

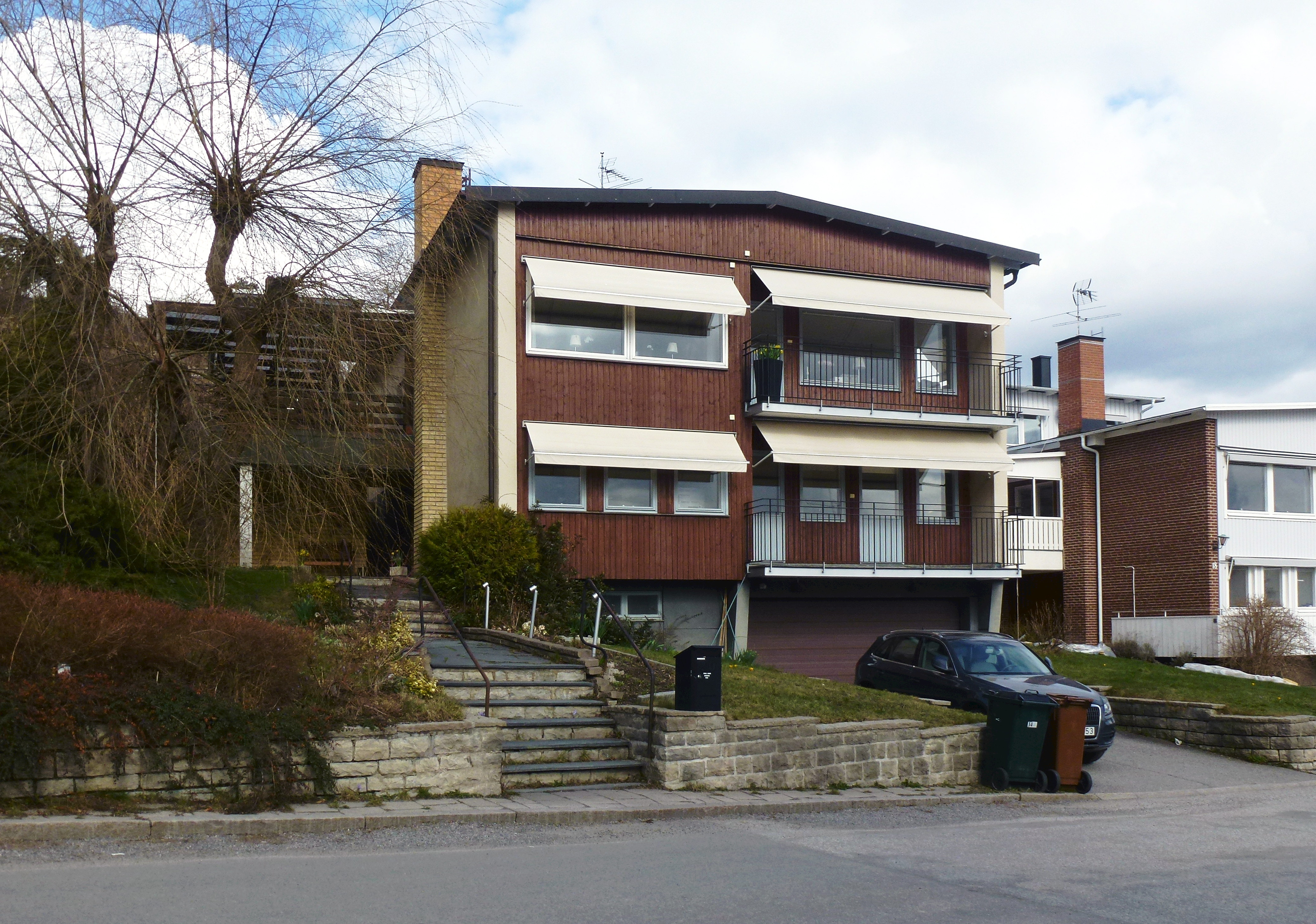
Grönviksvägen 20.
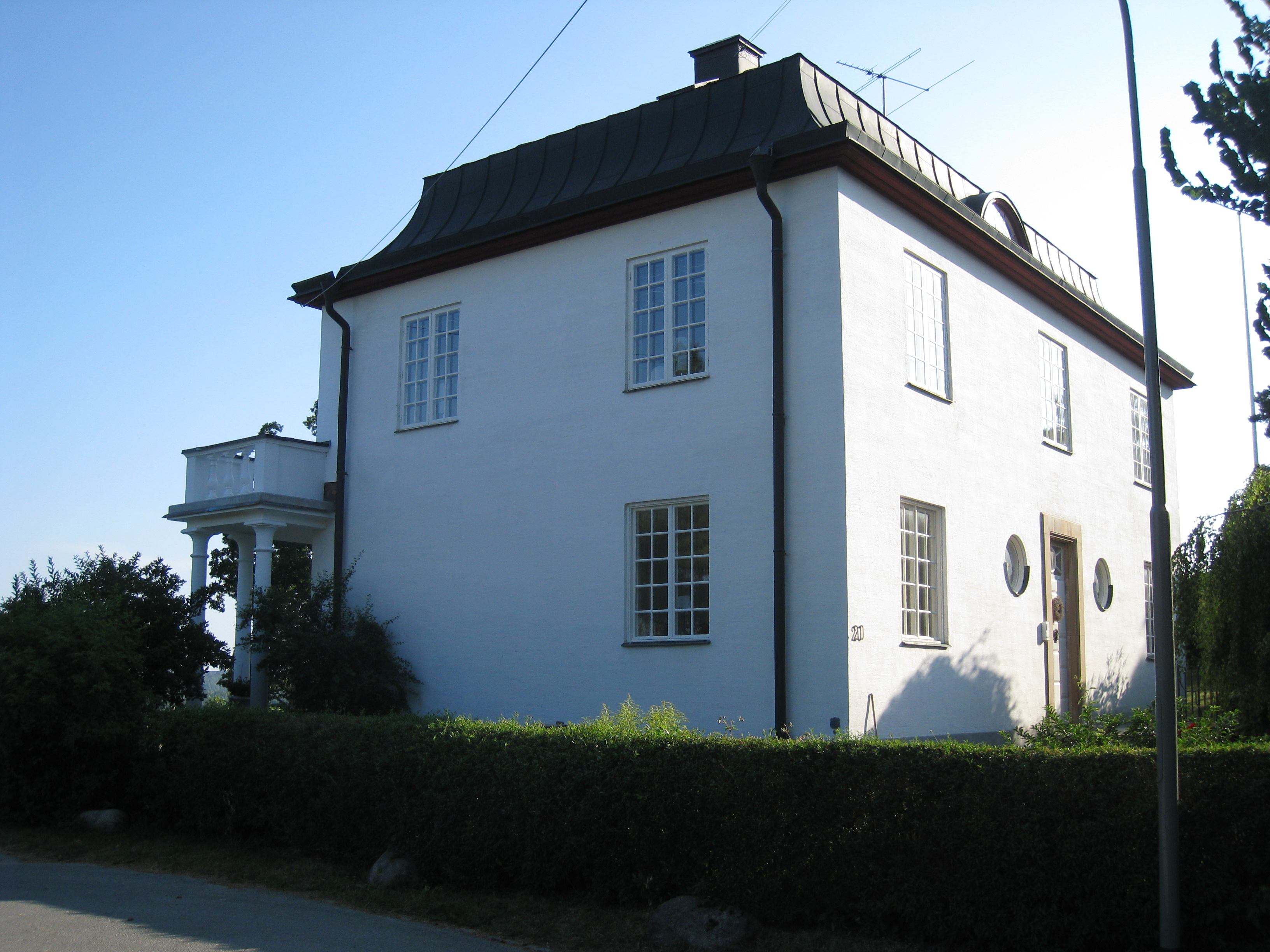
Vinghästvägen 20.
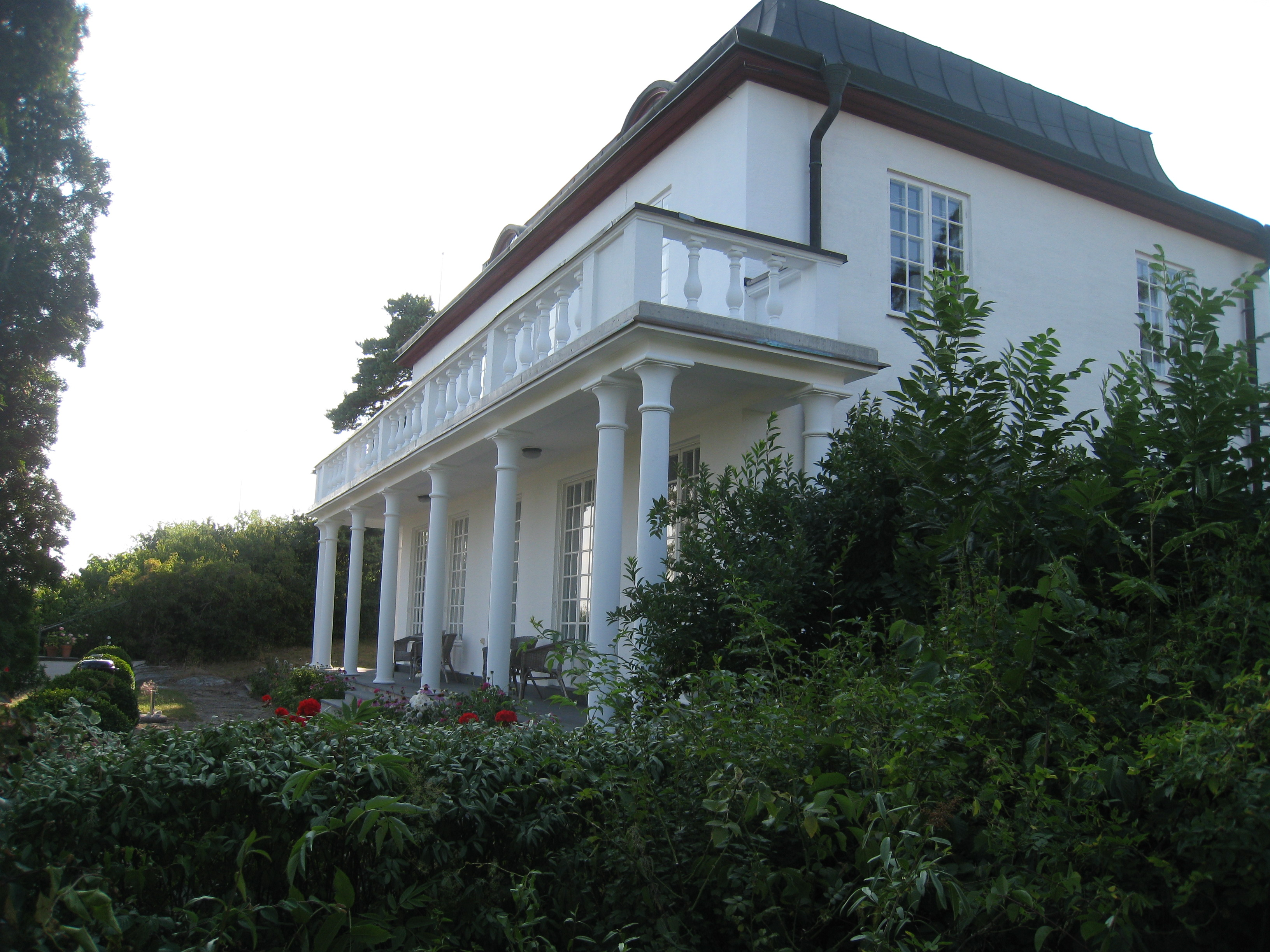
Vinghästvägen 20.
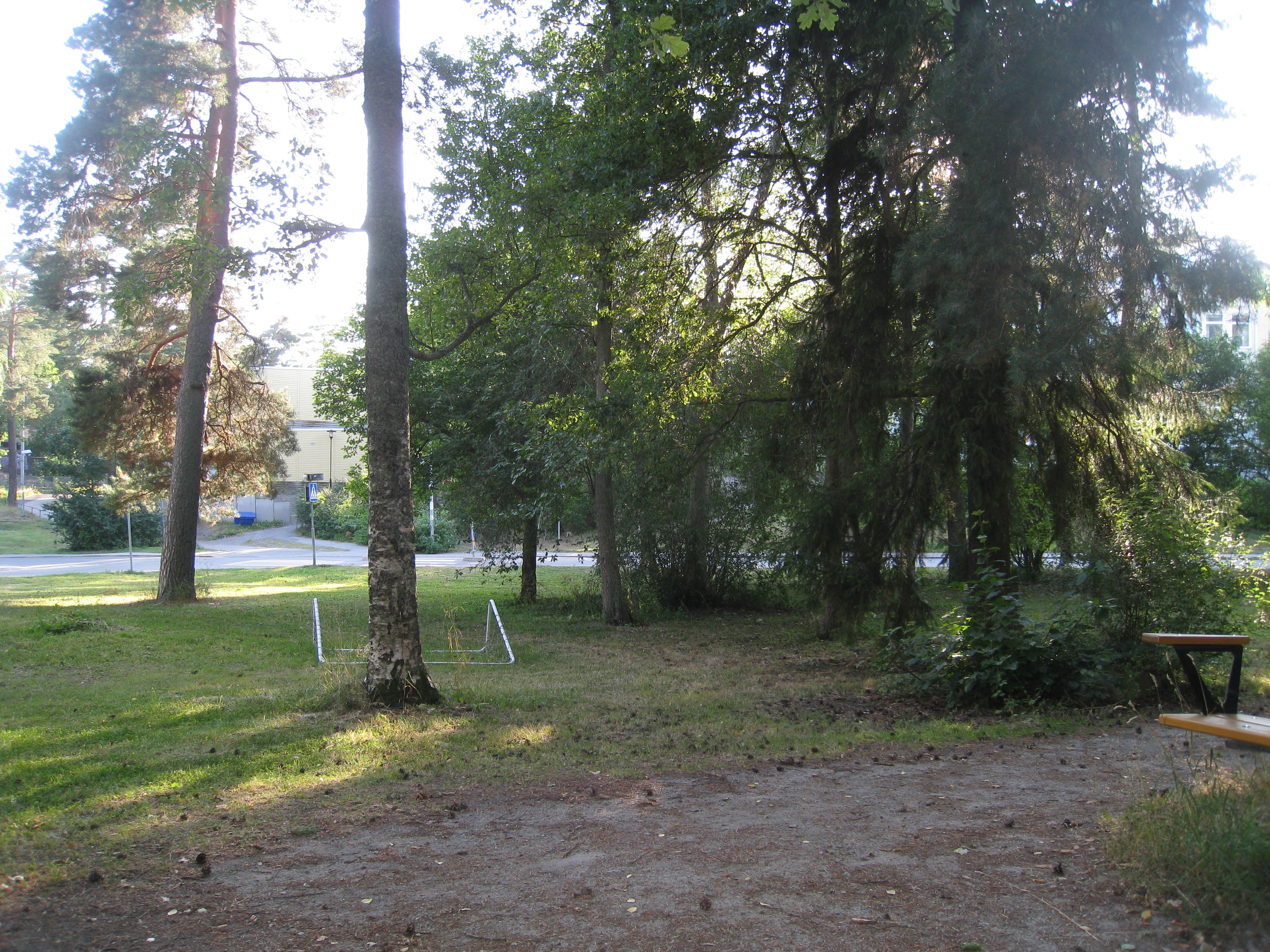
Einar Forseths Park.